# Milord (album Dalida)
Milord è un album della cantante italo-francese Dalida, pubblicato nel 1960 da Barclay.
L'album venne creato per il mercato italiano.

## Tracce
Lato A
1. Milord
2. Scoubidou
3. Gli zingari
4. T'amerò dolcemente
5. L'arlecchino Gitano
6. L'acqua viva

Lato B
1. Uno a te, uno a me (versione in italiano di Les enfants du Pirée)
2. Pezzettini di bikini
3. Love in Portofino
4. O sole mio
5. La canzone di Orfeo
6. Il venditore di felicità